# Małgorzata Ostrowska (piosenkarka)
Małgorzata Maria Ostrowska (ur. 2 maja 1958 w Szczecinku) – polska piosenkarka rockowa.
W latach 1981–1991 wokalistka rockowego zespołu Lombard. Od 1993 artystka solowa.

## Życiorys

### Edukacja
Studiowała w Studiu Sztuki Estradowej przy Estradzie Poznańskiej.

### Kariera
Zaczęła śpiewać w wieku 11 lat. Śpiewała wraz z grupą wokalną Vist (z Wandą Kwietniewską, Andrzejem Sobolewskim i Grzegorzem Stróżniakiem). W 1975 za wykonanie utworu „Słowiki” zdobyła pierwszą nagrodę na Festiwalu Piosenki Radzieckiej w Zielonej Górze, a z utworem „Szalone chłopaki” zwyciężyła w konkursie amatorów podczas Festiwalu Piosenki Żołnierskiej w Kołobrzegu.

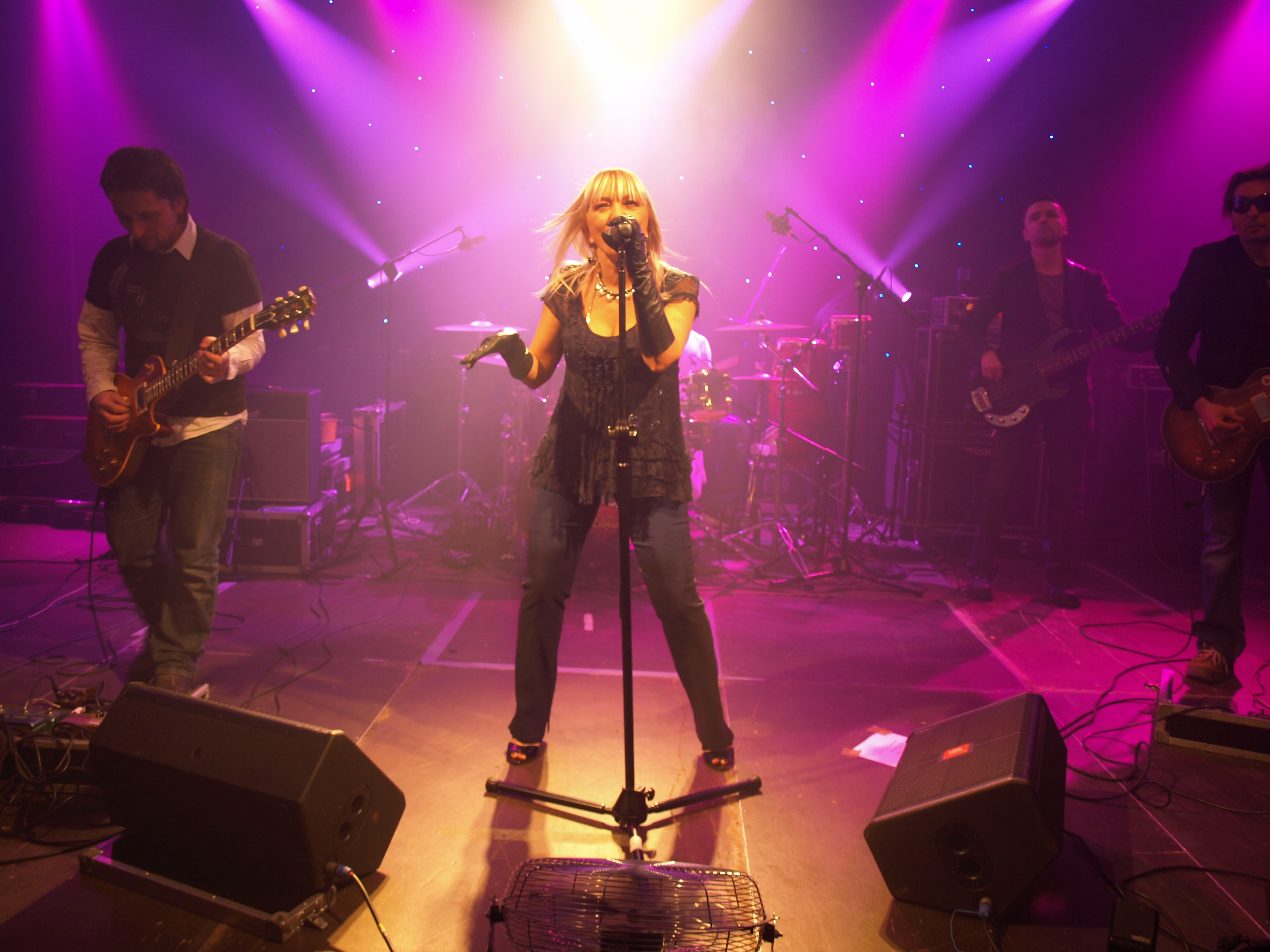
Ostrowska w trakcie koncertu (2009)

W latach 1981–1991 była wokalistką zespołu Lombard, z którym wystąpiła m.in. na festiwalu w San Remo.
W 1999 rozpoczęła karierę solową wydaniem albumu pt. Alchemia. Nagrywała z wykonawcami, takimi jak: Lech Janerka, Dżem, Michał Urbaniak i Acid Drinkers. Z jazzową formacją Basspace nagrała płytę i koncertowała na Jazz Jamboree. Zagrała tytułową rolę w musicalu Pocałunek kobiety pająka, a w Teatrze Muzycznym w Gdyni kreowała postać Marii Magdaleny w spektaklu Jesus Christ Superstar. Wystąpiła jako królowa Aba w filmie Podróże pana Kleksa, w którym zaśpiewała utwór „Meluzyna”. W 2008 pojawiła się gościnnie na płycie KSU.
W 1999 otrzymała Bursztynowego Słowika za całokształt działalności na festiwalu w Sopocie, a w 2010 odcisnęła dłonie w Alei Gwiazd w Opolu.

### Życie prywatne
Jest żoną fotografika Jacka Gulczyńskiego i bratową Piotra „Gulczasa” Gulczyńskiego, a także matką Dominika Ostrowskiego.

## Dyskografia

### Albumy solowe
| 1993                           | Małgorzata Ostrowska - Data: 1993 - Wydawca: CD InterSonus                       | –  |
| 1999                           | Alchemia - Data: 19 marca 1999 - Wydawca: Sony Music                             | –  |
| 2000                           | Przed świtem - Data: 15 listopada 2000 - Wydawca: Sony Music                     | –  |
| 2001                           | Instynkt - Data: 10 grudnia 2001 - Wydawca: Sony Music                           | –  |
| 2007                           | Moja Kolekcja - Data: 12 marca 2007 - Wydawca: Warner Music Poland               | –  |
| 2007                           | Słowa - Data: 1 października 2007 - Wydawca: Warner Music Poland                 | 26 |
| 2012                           | Gramy! - Data: 5 października 2012 - Wydawca: MTJ                                | –  |
| 2019                           | Na świecie nie ma pustych miejsc - Data: 15 listopada 2019 - Wydawca: Agora S.A. | 38 |
| 2021                           | Piękna pani Meluzyna - Data: 21 stycznia 2021 - Wydawca: Rockhouse               | –  |
| 2021                           | Kidawa - Data: 26 listopada 2021 - Wydawca: RockersPro                           | –  |
| 2024                           | Legenda - Data: 22 listopada 2024 - Wydawca: Agora                               | 31 |
| „–” pozycja nie była notowana. |                                                                                  |    |

### Single
| 1999                           | „Lawa”                             | 56 | 7  | –  | Alchemia                         |
| 1999                           | „Tak jak pierwszy raz”             | 44 | 22 | –  | Alchemia                         |
| 1999                           | „Cisza jak dziś”                   | 66 | 30 | –  | Alchemia                         |
| 1999                           | „Teraz, kiedy wiem”                | –  | 34 | –  | Alchemia                         |
| 1999                           | „Mijamy się, mijamy się”           | –  | –  | –  |                                  |
| 2000                           | „Jeśli tak miało być”              | –  | –  | –  |                                  |
| 2000                           | „Głupi świat”                      | –  | 38 | –  | Przed świtem                     |
| 2000                           | „Pogodnych świąt”                  | –  | –  | –  |                                  |
| 2001                           | „7.05 (Przed świtem)”              | –  | –  | –  | Przed świtem                     |
| 2001                           | „Nie chcę, nie umiem”              | –  | –  | –  | Instynkt                         |
| 2001                           | „Śmierć dyskotece!”                | –  | –  | –  | Instynkt                         |
| 2002                           | „Słońce, które znasz”              | –  | –  | –  | Instynkt                         |
| 2002                           | „Adriatyk, ocean gorący”           | –  | –  | –  | Instynkt                         |
| 2003                           | „Nie uwierzę”                      | –  | –  | –  | Moja Kolekcja                    |
| 2007                           | „Tak mało czasu (Mało)”            | 19 | –  | –  | Moja Kolekcja                    |
| 2007                           | „Słowa, jak węże do ucha”          | –  | –  | –  | Słowa                            |
| 2007                           | „Rzeka we mnie”                    | –  | –  | –  | Słowa                            |
| 2007                           | „Jeśli było”                       | –  | –  | 28 | Słowa                            |
| 2008                           | „Wiara to skrzydła”                | –  | –  | –  | Słowa                            |
| 2009                           | „Z dalekiej podróży”               | –  | –  | –  | Gramy!                           |
| 2010                           | „Szpilki – taką mnie chcesz”       | –  | –  | –  | –                                |
| 2011                           | „Szpilki” (acoustic radio version) | –  | –  | –  | Na świecie nie ma pustych miejsc |
| 2012                           | „Po niebieskim niebie”             | –  | –  | –  | Gramy!                           |
| 2012                           | „Gdy pada deszcz”                  | –  | –  | –  | Gramy!                           |
| 2019                           | „Czekanie”                         | –  | –  | –  | Na świecie nie ma pustych miejsc |
| 2019                           | „Ziemia w ogniu”                   | –  | 38 | –  | Na świecie nie ma pustych miejsc |
| 2020                           | „Teraz”                            | –  | –  | –  | Na świecie nie ma pustych miejsc |
| 2020                           | „Mimo wszystko” (Różni artyści)    | –  | –  | –  | –                                |
| „–” pozycja nie była notowana. |                                    |    |    |    |                                  |

### Albumy z Lombardem
- Śmierć dyskotece! LP Polskie Nagrania 1983, CD Koch International 1999
- Live LP Savitor 1983, CD Spin 1992, CD Koch International 1999
- Wolne od cła LP Klub Płytowy Razem 1984, CD Koch International 1999
- Szara maść LP Savitor 1984, CD Spin 1992, CD Koch International 2000
- Koncertowe przygody zespołu Lombard MC Merimpex 1984
- Hope and Penicillin LP Savitor 1985 (ang. wersja CD Szara maść)
- Anatomia LP Savitor 1986, CD Koch International 2000
- Wings of a Dove LP Kix 4U 1986, LP Tonpress 1987 (ang. wersja CD Anatomia)
- Live Hits 87 MC Polton 1987
- Kreacje LP Pronit 1987, CD Koch International 2000
- The Very Best of Lombard Live MC Tomax 1989
- Koncert LP Wifon 1989
- Welcome Home LP ZPR Records 1990, CD Polmark 1991, CD Koch International 2000
- Rocking the East CD Polton 1991 (ang. wersja CD Welcome Home)
- ’81–’91 Największe przeboje CD InterSonus 1991 (składanka przebojów w nowych wersjach)
- Największe przeboje 1981–1987 (1) 1994 (składanka)
- Największe przeboje 1981–1987 (2) 1994 (składanka)
- Ballady CD Ania Box Music 1994 (składanka)
- Gold CD Koch International 1996 (składanka)
- Gold CD Koch International 1998 (składanka)
- The Best – Przeżyj to sam CD MTJ 2004 – reedycja albumu ’81–’91 Największe przeboje (składanka przebojów w nowych wersjach)
- Gwiazdy polskiej muzyki lat 80. CD TMM Polska/Planeta Marketing 2 października 2007 (składanka)

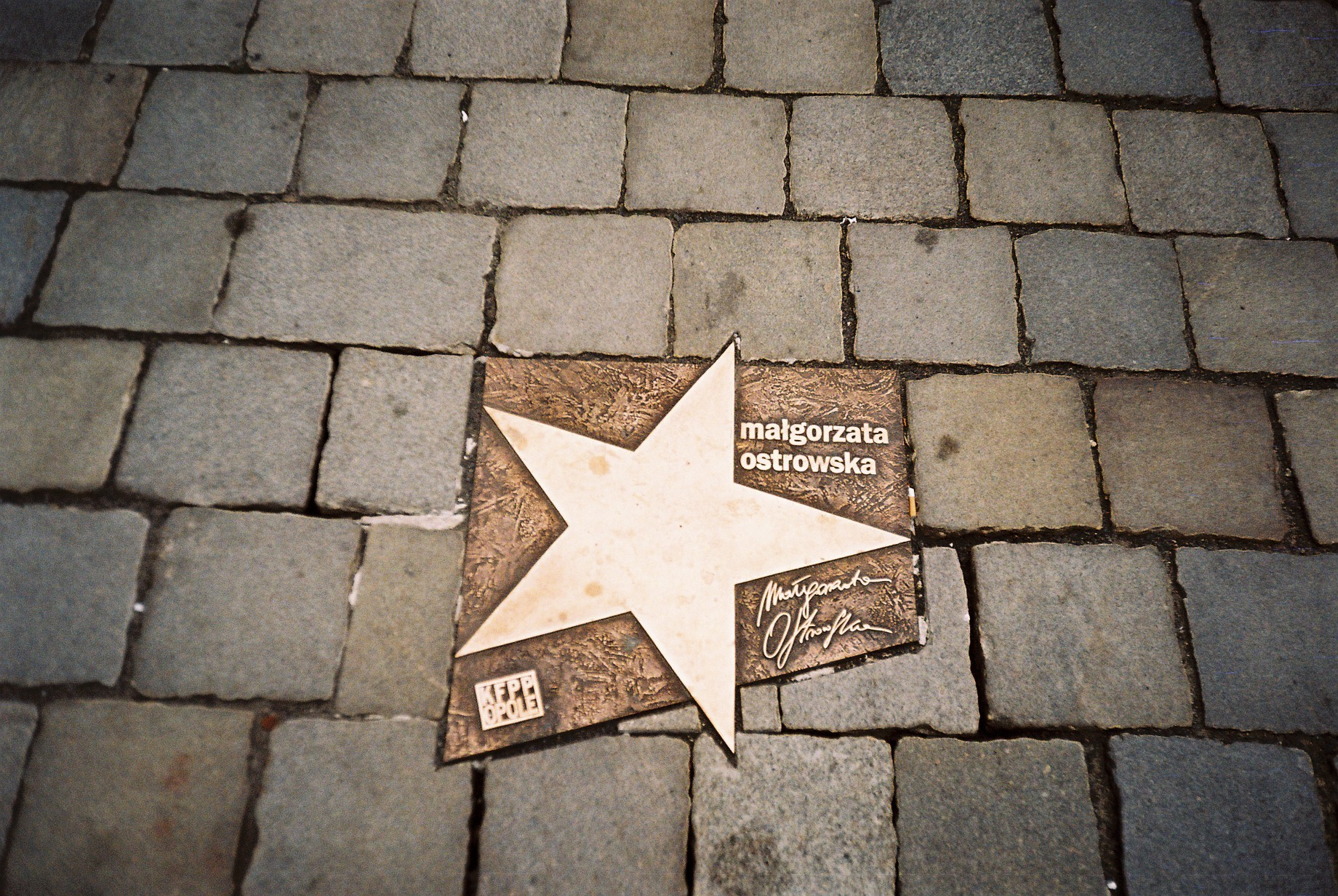
Gwiazda Małgorzaty Ostrowskiej w Alei Gwiazd Polskiej Piosenki w Opolu

### Inne
| Rok  | Tytuł                                                               |
| ---- | ------------------------------------------------------------------- |
| 1985 | Basspace LP – 555555                                                |
| 1986 | Podróże pana Kleksa (ścieżka dźwiękowa)                             |
| 1986 | Lech Janerka – Historia podwodna                                    |
| 1988 | Piotr Zander – Pora na seks                                         |
| 1995 | Dżem – List do R. na 12 głosów                                      |
| 1999 | Tygrysy Europy (ścieżka dźwiękowa)                                  |
| 2000 | Enduro Bojz (ścieżka dźwiękowa)                                     |
| 2001 | Tryumf Pana Kleksa (ścieżka dźwiękowa)                              |
| 2001 | Muzyka łączy pokolenia (kompilacja różnych wykonawców)              |
| 2002 | L.A.P.D. – No Shit Just Life...                                     |
| 2008 | Jacek Skubikowski – Jacka Skubikowskiego imieniny polskiej piosenki |
| 2008 | KSU – XXX-lecie, Akustycznie                                        |

## Filmografia
| Rok  | Tytuł                     | Uwagi            | Źródło |
| ---- | ------------------------- | ---------------- | ------ |
| 1985 | Podróże pana Kleksa       | jako królowa Aba | [ 15 ] |
| 1985 | Chrześniak                | jako ona sama    | [ 15 ] |
| 2001 | Gulczas, a jak myślisz... | jako piosenkarka | [ 15 ] |
| 2024 | Wynalazek Filipa Golarza  | jako wiedźma     | [ 15 ] |